# Tiandeng
Tiandeng är ett härad som lyder under Chongzuos stad på prefekturnivå i den autonoma regionen Guangxi i sydligaste Kina.